# Fyrstranden
Fyrstranden (finska: Majakkaranta) är ett bostadsområde (småområde) i Åbo i landskapet Egentliga Finland. Bostadsområdet ligger vid Långvattnet, Skärgårdshavet, cirka 3 km från Salutorget i Åbo. Småområdet ligger delvis i stadsdelen Rönnudden och delvis i Korpolaisbacken.
Det bor 1 120 invånare i Fyrstranden (2016).
I Fyrstranden ligger bland annat höghus, varav ett har 18 våningar, parkområdena Klyvaren, Spinnakern, Gaffeln och Staget och dagligvarubutiken S-market. Fölis busslinjer 3 och 30 kör mellan Centrum och Fyrstranden.

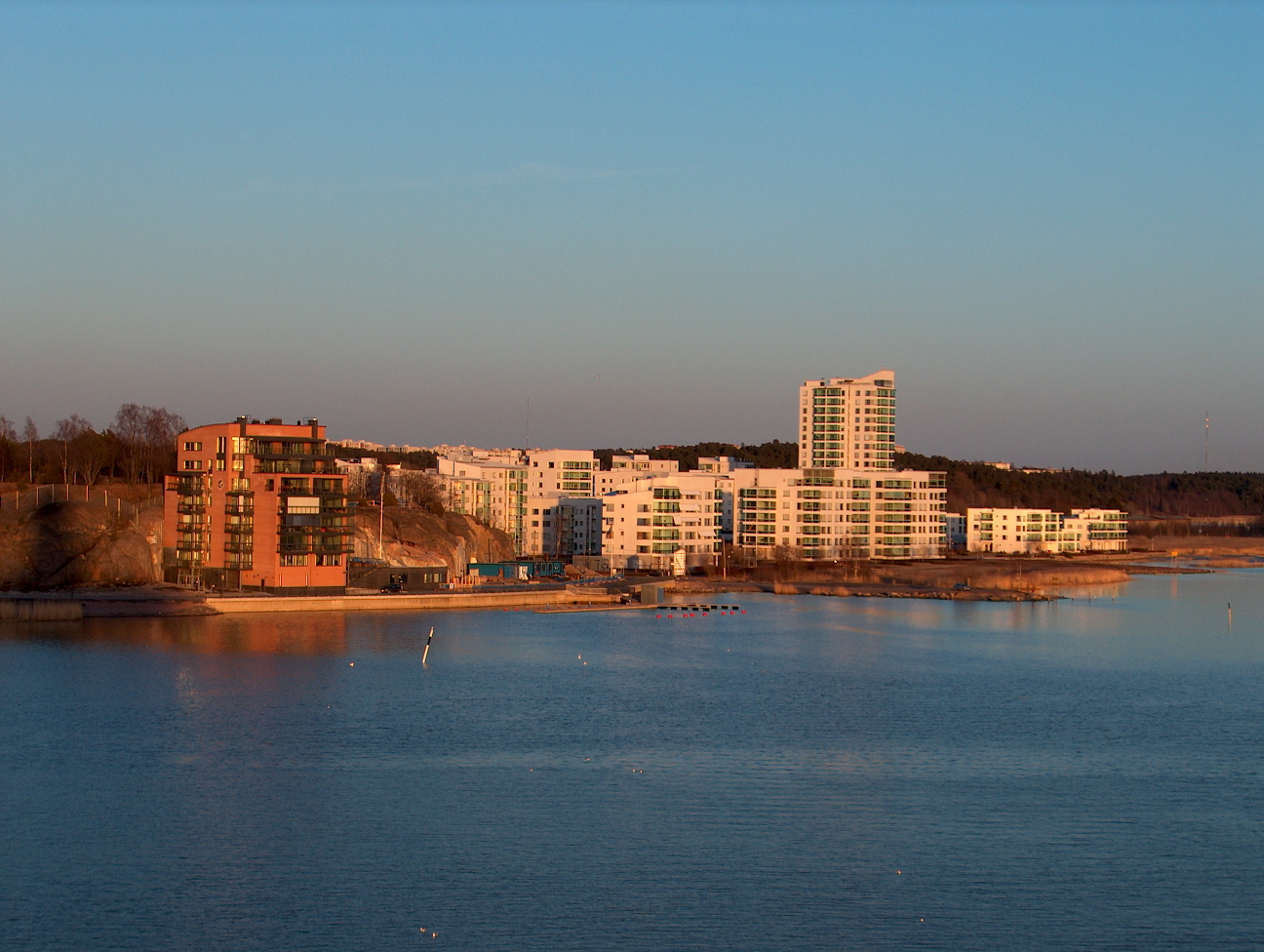

Fyrstranden är en del av storområdet Centrum.